# Charlotte Louise van Hanau-Münzenberg
Charlotte Louise van Hanau-Münzenberg (Windecken (Nidderau), 10 augustus 1597 — Kassel, 15 juli 1649) was de oudste dochter van graaf Filips Lodewijk II van Hanau-Münzenberg (1576-1612) en Catharina Belgica van Nassau (1578–1648), dochter van Willem van Oranje.
Charlotte Louise is nooit gehuwd. Tijdens de Dertigjarige Oorlog vluchtte zij naar Willem V van Hessen-Kassel in Kassel, die gehuwd was met haar jongere zuster Amalia Elisabeth. Daar overleed zij. Haar stoffelijk overschot werd naar Hanau overgebracht en aldaar in het familiegraf bijgezet in de Marienkirche, een kerk gewijd aan de heilige Maria Magdalena.